# Sant'Enea (Perugia)
Sant'Enea è una frazione del comune di Perugia (PG).
Ultima propaggine del territorio comunale prima di Marsciano, il paese è posto a 289 m s.l.m., sulla sommità di una dolce collina coltivata e ricca di vigneti. Il paese, che attorno alla metà degli anni cinquanta aveva oltre mille abitanti (1.038 nel 1951) ha perso, negli ultimi decenni, parte della propria popolazione e conta attualmente solo 702 residenti. Amministrativamente, fa parte della IX circoscrizione San Martino in Colle del Comune di Perugia.

## Storia
Le origini del paese risalgono al XII secolo. Sant'Enea deriva il suo nome dal latino Agnes (Agnese, nome della santa protettrice del paese), volgarizzata dapprima in Agnea ed infine in Enea. È accertata, nel 1252, anche la presenza di un nucleo di frati camaldolesi dipendenti dal monastero di S. Severo di Perugia. Il centro storico è fortificato da mura di protezione e accessibile solo attraverso due porte.

## Economia
Da sempre l'agricoltura e la viticoltura rappresentano l'attività prevalente del Paese. Sant'Enea è anche conosciuto e rinomato per gli oramai quasi introvabili ziri (particolari contenitori in terracotta): nel XIX secolo il Marchese Cappoli avvia questa attività, che per diverso tempo darà lavoro agli abitanti locali. Gli "ziri di Sant'Enea" sono caratterizzati dalla presenza di una verniciatura interna, la cui composizione rimane in parte misteriosa. Il paese, al giorno d'oggi, si dedica principalmente all'agricoltura e all'allevamento suinicolo. Intorno la metà di luglio, si tiene la sagra dedicata al suino.

## Monumenti e luoghi d'arte
- Chiesa di Sant'Agnese (1252), con un Crocefisso risalente al XVIII secolo e tre notevoli vetrate nell'abside, raffiguranti la Fede, la Speranza e la Carità. Venne restaurata ed ampliata nel 1444. Dalle origini e fino al 1521 è stata sede di un priorato camaldolese dipendente dall'abbazia di Sansepolcro[2];
- Cappella ai caduti, situata all'ingresso del paese. In origine era affiancata da un piccolo convento di suore;
- Chiesina della Cava, costruita sul luogo ove sorgeca un'edicola con un dipinto di Madonna col Bambino;
- Campanile in stile romanico, costruito alla fine del XVIII secolo dopo il crollo di quello precedente, di cui rimane solo il basamento.

Sant'Enea
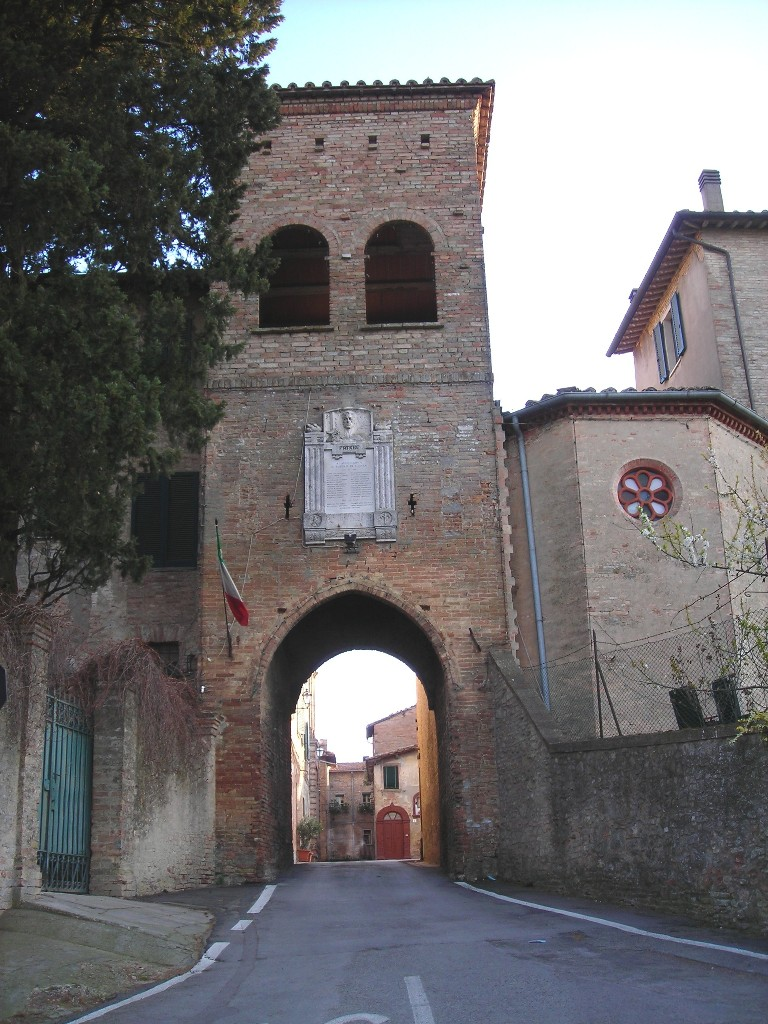
La porta d'ingresso principale di Sant'Enea
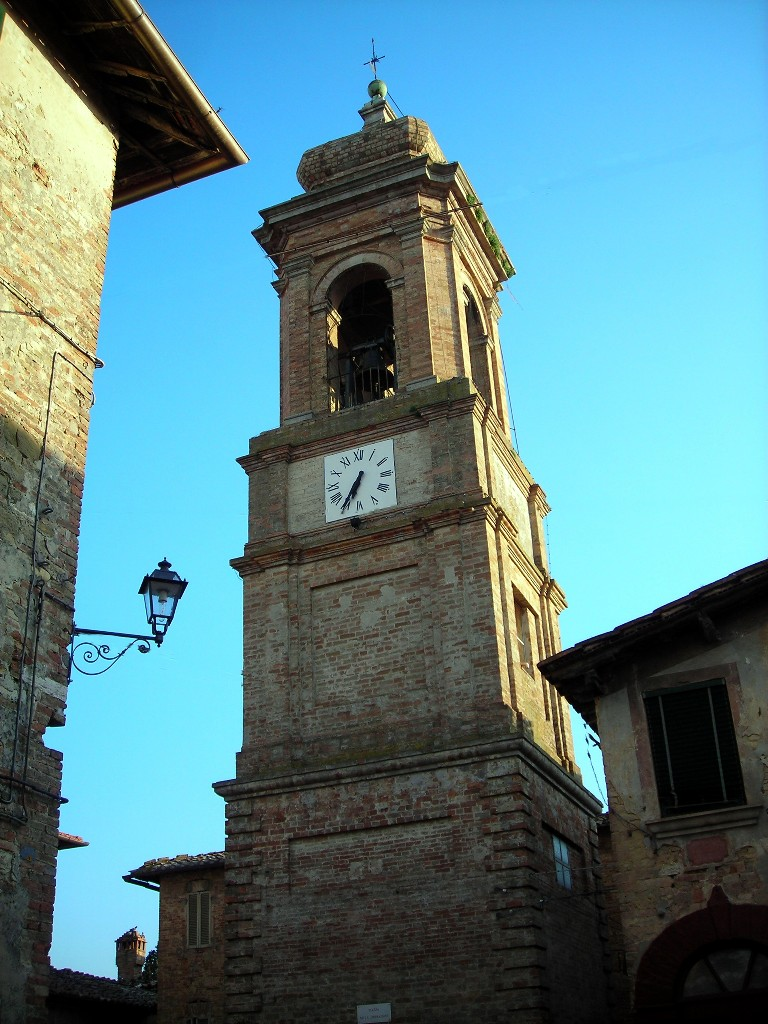
Il campanile
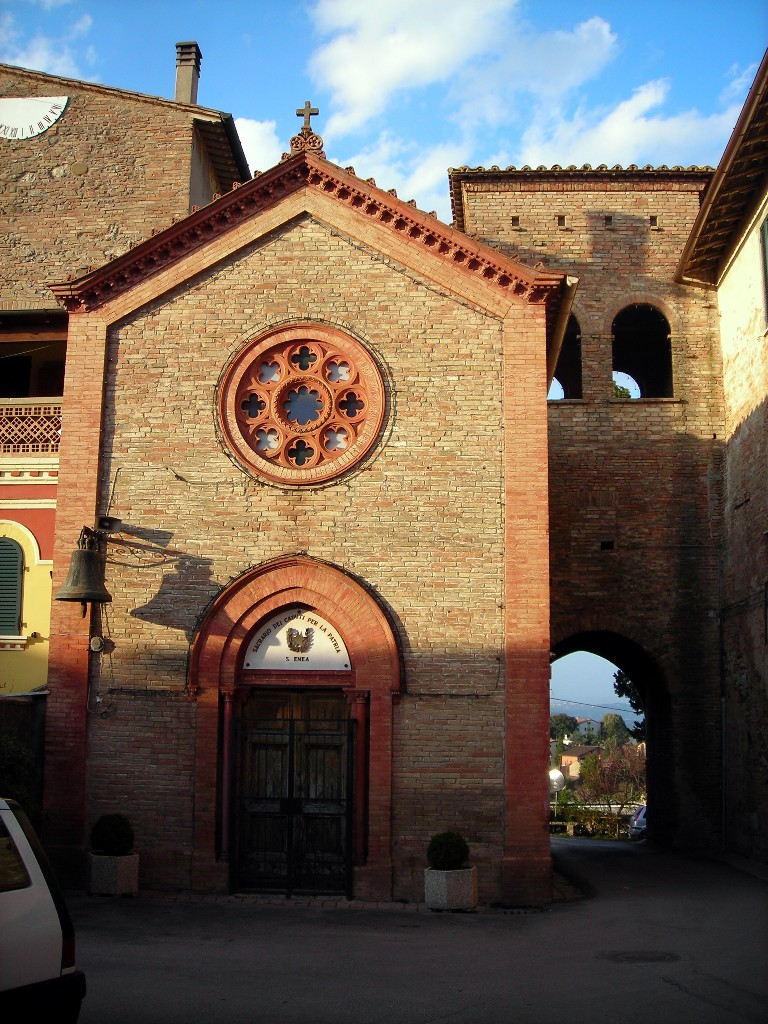
La chiesina dei caduti
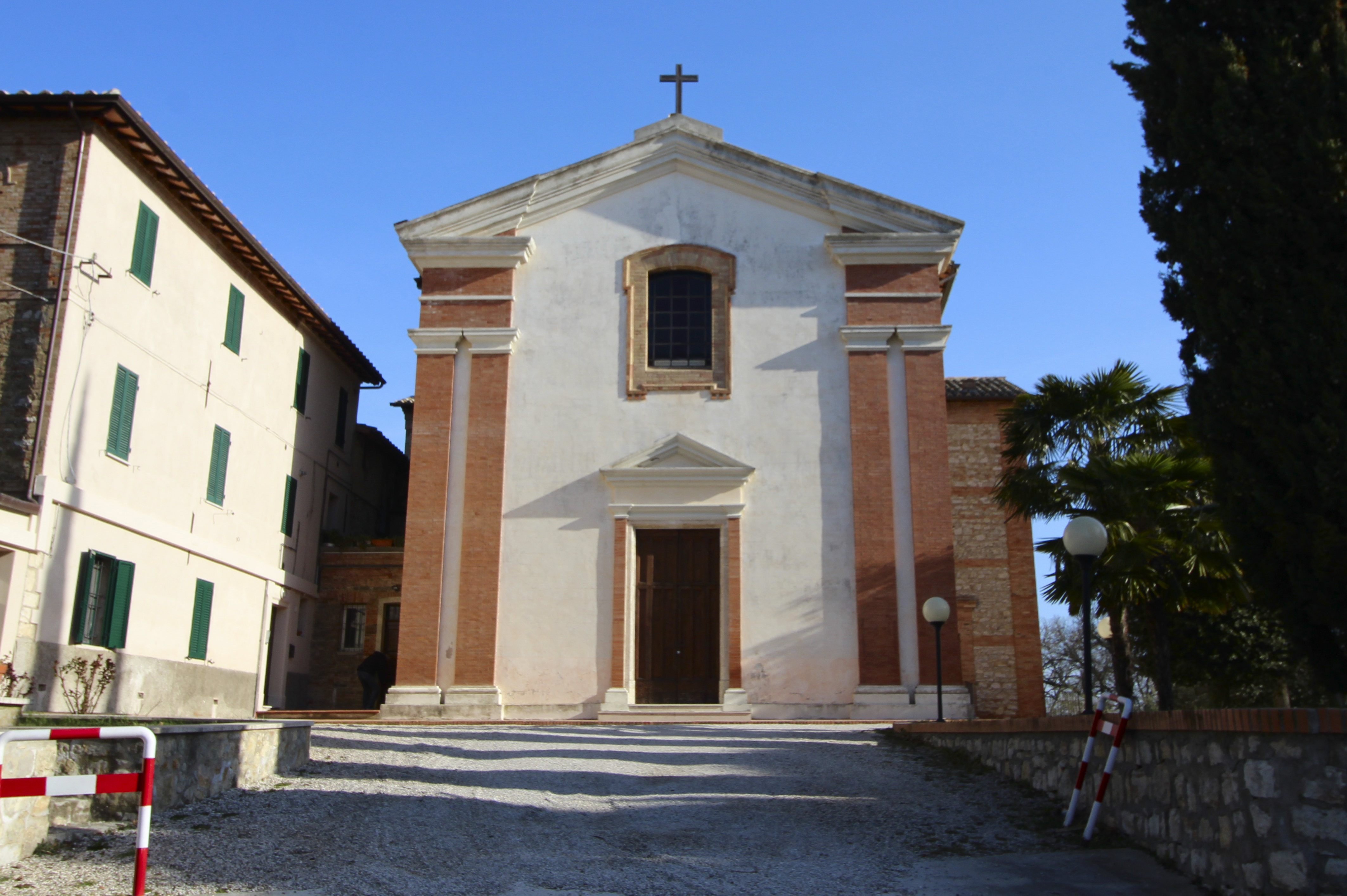
La chiesa di Sant'Agnese